# Montgueux
Montgueux település Franciaországban, Aube megyében. Lakosainak száma 388 fő (2022. január 1.). Montgueux Barberey-Saint-Sulpice, La Chapelle-Saint-Luc, Macey, Messon, Saint-Lyé és Torvilliers községekkel határos.

## Népesség
A település népességének változása:
| Lakosok száma | 231  | 346  | 360  | 409  | 405  | 407  | 399  | 388  | 393  | 388  |
|               | 1968 | 1982 | 1990 | 2006 | 2013 | 2015 | 2017 | 2019 | 2020 | 2022 |